# Худоліївська волость
Худоліївська волость — адміністративно-територіальна одиниця Хорольського повіту Полтавської губернії з центром у селі Худоліївка.
Старшинами волості були:
- 1900 року козак Петро Іванович Донець[1];
- 1904 року козак Михайло Федорович Черевко[2];
- 1913 роках Лука Анастасович Черевко[3];
- 1915 роках селянин Андрій Прокопович Головко[4].